# باري بيرس
باري بيرس (بالإنجليزية: Barry Pierce)‏ (13 أغسطس 1934 بليفربول في المملكة المتحدة - ) هو لاعب كرة قدم بريطاني في مركز الهجوم. لعب مع ستوكبورت كونتي وكريستال بالاس ونادي إيفرتون ونادي ميلوول ونادي يورك سيتي ونادي سالزبري سيتي وTruro City F.C. ‏ ونادي إكزتر سيتي.